# كليفورد مارتن ويل
كليفورد مارتن ويل (بالإنجليزية: Clifford Martin Will)‏ (و. 1946 – م) هو فيزيائي، وكاتب غير روائي من كندا . ولد في هاميلتون.
وهو عضواً في الأكاديمية الوطنية للعلوم، والأكاديمية الأمريكية للفنون والعلوم .

## التعليم
تعلم في معهد كاليفورنيا للتقنية

## مناصب وهيئات
أدار جامعة ستانفورد.

## جوائز
حصل على جوائز منها:
- زمالة غوغنهايم.